# サム・カレタ
サム・カレタ（Sam Kaleta、1966年3月9日 - ）は、サモア出身のラグビー選手。　

## プロフィール
- ポジションはフランカー(FL)。
- 日本代表キャップは4。
- サモア代表キャップは7。

## 経歴
リンフィールド大学卒業後にリコーに所属し、日本代表に選出された。その後三菱重工相模原に移籍した。